# Rasboroides
Rasboroides ist eine Gattung der Bärblinge (Danioninae). Die Süßwasserfische leben in beschatteten Regenwaldbächen und Flüssen zwischen den Kalu und Walawe im Südwesten von Sri Lanka.

## Merkmale
Rasboroides-Arten erreichen Körperlängen von 2,5 bis 4 cm und besitzen einen mäßig hochrückigen, seitlich abgeflachten Körper, der eine Höhe von 26,9 bis 33 % der Standardlänge erreichen kann. Von der Gattung Rasbora, zu der Rasboroides zunächst als Untergattung gerechnet wurde, unterscheiden sich die Fische durch ihre unvollständige Seitenlinie, den hochrückigeren Körper, einen Augendurchmesser, der größer als der Augenabstand ist, und durch eine unregelmäßige Schuppenanordnung. Von ihrer Schwestergattung Horadandia, die in den Gewässern der Küstenebenen im Westen Sri Lankas, sowie im Süden Indiens vorkommt, unterscheidet sich Rasboroides durch eine Tuberkelreihe an der Vorderkante der Brustflossen bei den Männchen (fehlend bei Horadandia) und durch drei Reihen von Schlundzähnen (zwei bei Horadandia).
- Schuppenformel: QR ½6½ - ½8½, SL 20-28.

## Arten
Es gibt vier valide Arten:
- Rasboroides nigromarginatus (Meinken, 1957)
- Rasboroides pallidus (Deraniyagala, 1958)
- Rasboroides rohani Batuwita, de Silva & Edirisinghe, 2013
- Perlmuttbärbling (Rasboroides vaterifloris (Deraniyagala, 1930))

## Belege
1. ↑  Sudesh Batuwita, Madura de Silva & Udeni Edirisinghe (2013): A review of the danionine genera „Rasboroides“ and „Horadandia“ (Pisces: Cyprinidae), with description of a new species from Sri Lanka. Ichthyol. Explor. Freshwaters, Vol. 24, No. 2, pp. 121-140, November 2013 © 2013 by Verlag Dr. Friedrich Pfeil, München, Germany – ISSN 0936-9902
2. ↑  Rasboroides auf Fishbase.org (englisch)
3. ↑  Hiranya Sudasinghe, Jayampathi Herath, Rohan Pethiyagoda and Madhava Meegaskumbura. 2018. Undocumented Translocations Spawn Taxonomic Inflation in Sri Lankan Fire Rasboras (Actinopterygii, Cyprinidae). PeerJ. 6:e6084. DOI: 10.7717/peerj.6084